# Ferrous Resources do Brasil
A Ferrous é uma mineradora brasileira fundada em 2007 que atua na pesquisa, prospecção, exploração, beneficiamento e comercialização de minério de ferro.
Com sede em Belo Horizonte (MG) e escritórios em Vitória (ES) e Salvador (BA), a Ferrous possui 5 minas na região do Quadrilátero Ferrífero., em Minas Gerais, e estuda a viabilidade de um ativo mineral na Bahia Seu projeto prevê a implantação de um sistema de logística integrado, que contempla a construção de um mineroduto, que passará por três estados, e um terminal portuário, no Espírito Santo.

## Atuação e distribuição geográfica
Os ativos minerais da Ferrous estão localizados no Quadrilátero Ferrífero, em Minas Gerais, e no município de Coração de Maria, na Bahia. São compostos pelas minas:
- Serrinha e Esperança, no município de Brumadinho (MG);
- Viga, em Congonhas (MG);
- Viga Norte, em Itabirito (MG);
- Santanense, em Itatiaiuçu (MG);
- Jacuípe, em Coração de Maria (BA).

As estimativas dos recursos minerais dessas áreas permitem que a Ferrous projete uma produção de 50 milhões de toneladas por ano.
O escoamento da produção será realizado por meio de um porto, a ser construído em Presidente Kennedy, no Espírito Santo.. O projeto possui licença prévia. A empresa ainda licencia na região uma planta de filtragem, três usinas de pelotização e uma siderúrgica
Para escoar a produção das minas do Quadrilátero Ferrífero, a empresa também possui licença prévia para o projeto de um mineroduto com 400 km de extensão. O empreendimento deverá abranger 22 municípios, sendo 17 em Minas Gerais, três no Rio de Janeiro e dois no Espírito Santo.
Auditorias realizadas por Golder Associates e SRK estimam que a empresa dispõe de recursos minerários no montante de 5,1 bilhões de toneladas.

## Premiações
A empresa já foi reconhecida tecnicamente por trabalhos de engenharia, de recuperação ambiental e de relacionamento com comunidade.
- 12º Prêmio de Excelência da Indústria Minero-Metalúrgica Brasileira.[14]: concedido pelo trabalho de recuperação ambiental realizado nas minas Serrinha e Esperança, que envolveu geometrização de cavas e desassoreamento dos rios[15]
- 13º Prêmio de Excelência da Indústria Minero-Metalúrgica Brasileira.[16]: Com o projeto Viabilidade de depósitos de baixo teor, que descreveu todo o estudo técnico e econômico realizado pela empresa para viabilizar um depósito com um teor médio de 36% de ferro contido, convertendo em riqueza mineral depósitos que, sem a tecnologia adequada, seriam inviáveis[17]
- Prêmio Ser Humano 2011[18], na categoria Responsabilidade Social Corporativa: concedido pela Associação Brasileira de Recursos Humanos - Seção Minas Gerais (ABRH-MG) em reconhecimento ao Programa de Formação de Agentes Sociais da empresa, capacitados para atuar nos municípios por onde passará o mineroduto.

## História

### 2007
- Ferrous é fundada
- Ferrous adquire a mina Esperança, em Brumadinho (MG)[19]
- Ferrous adquire a mina Serrinha, em Brumadinho (MG)[15]
- Aquisição da mina Santanense, em Itatiaiuçu (MG)[2]

### 2008
- Aquisição dos direito minerários da mina Viga Norte, em Itabirito (MG)[19]
- Assinatura do Termo de Compromisso Preliminar com o Ministério Público de Minas Gerais para início dos estudos ambientais no entrono da mina Viga, em Congonhas (MG)[20]
- Aquisição de área em Presidente Kennedy (ES) para construção de um porto e de uma planta de filtragem[21]

### 2009
- Desembargo e renovação da Licença de Operação para reprocessamento de pilhas na mina Serrinha[15]
- Aquisição dos direitos minerários da mina Jacuípe, em Coração de Maria (BA)[3]

### 2010
- Inauguração da Planta Piloto na mina Esperança[22]
- Obtenção da Licença Prévia da mina Viga[20]
- Conquista do Prêmio Excelência Minérios e Minerales pelo trabalho de recuperação ambiental nas minas Esperança e Serrinha[14]
- Protocolo do EIA/Rima do porto junto ao Ibama[23][24]
- Protocolo do EIA/Rima do mineroduto junto ao Ibama[25]
- Realização de audiências públicas do Terminal Portuário de Presidente Kennedy (ES);[24] e nos municípios de Marataízes (ES)[26] e São Francisco do Itabapoana (RJ)[27]

### 2011
- Ferrous inicia programa de alfabetização em São Francisco de Itabapoana (RJ)[28]
- Audiências Públicas do mineroduto mobilizam as comunidades de Viçosa (MG), Itaperuna (RJ) e Presidente Kennedy (ES)[29][30]
- Ferrous inicia produção de minério de ferro[31]
- Licença Prévia do Porto e Licença de Instalação da mina Viga[32]
- Ferrous realiza primeiro embarque internacional[33]
- Ativo mineral da Ferrous na Bahia conquista certificação internacional[3]
- Ferrous conquista o prêmio Ser Humano[18]
- Ferrous obtém Licença Prévia para o Projeto Mineroduto[5]
- Ferrous conquista autorização para conexão à rede básica de energia elétrica[34]
- Brigada da Ferrous de combate a incêndios da Serra da Moeda entra em ação[35]
- Ferrous obtém licença de Instalação para terminal ferroviário de Viga[36]
- Ferrous é homenageada no Prêmio Hugo Werneck[37]
- Programa de Alfabetização de Jovens e Adultos forma primeira turma[38]

## Notícias recentes
Em setembro de 2013, a Ferrous Resources vendeu uma participação de US$ 80 milhões (14,4%) na empresa para a mineradora Ferrexpo do Leste Europeu.
Em 2019, a Ferrous Resources foi adquirida pela Vale, mineradora global com sede no Brasil. A Vale disse que "a conclusão desta aquisição está alinhada com a estratégia da Vale de maximizar o vôo para a qualidade no negócio de minério de ferro". No entanto, uma paralisação temporária das operações da Vale foi feita devido a algumas inconsistências nos documentos.